# Steatoda ingeae
Espèce
Steatoda ingeae est une espèce d'araignées aranéomorphes de la famille des Theridiidae.

## Distribution
Cette espèce est endémique de la réion Souss-Massa au Maroc,. Elle se rencontre dans la préfecture d'Agadir Ida-Outanane et la province de Taroudant.

## Description
Le mâle holotype mesure 3,70 mm, les mâles mesurent de 3,25 à 3,80 mm et les femelles de 4,00 à 4,65 mm.

## Systématique et taxinomie
Cette espèce a été décrite par Van Keer en 2024.

## Étymologie
Cette espèce est nommée en l'honneur d'Inge Van Keer. 

## Publication originale
- Van Keer, Bosselaers & Oger, 2024 : « Description of four new Steatoda species (Araneae: Theridiidae) from the Mediterranean region with notes on some related species. » Journal of the Belgian Arachnological Society, vol. 39, no 2 supplement, p. 1-77.